# Frostschürze
Eine Frostschürze kommt bei Flachgründungen von nicht unterkellerten Bauwerken zum Einsatz, deren Unterkante nicht die frostfreie Tiefe erreicht. Bei Gründung auf frostempfindlichen Böden (bindige Böden aus Schluff, Lehm sowie Sande und Kiese mit nennenswertem Feinkornanteil) wird der Bodenplatte dann am frostexponierten Rand ringsum ein Streifen angefügt, der nach unten bis zur Frostgrenze reicht, um zu verhindern, dass Oberflächenwasser unter die Gründung läuft und dort im Winter auffriert. Ob ein Boden frostempfindlich ist, ist durch eine geotechnische Begutachtung festzustellen.
Eine Frostschürze muss in Deutschland frostfrei nach DIN 1054 bis mindestens 80 cm unterhalb der endgültigen Geländeoberkante geführt werden und wird in der Regel zugleich mit der Bodenplatte aus Beton gegossen.
Frostschürzen können bei Bodenplatten das Tragverhalten beeinflussen und müssen daher in der Statik hinsichtlich des Setzungsverhaltens und der damit verbundenen Verteilung der Bettung berücksichtigt werden.
Anstelle der betonierten Frostschürze kann das Fundament auch bis zur Frostgrenze mit Kies oder Schotter (sogenanntem Frostschutzmaterial) unterfüttert werden. Siehe Frostschutzschicht. Insbesondere bei Niedrigenergie- und Passivhäusern wird die Bodenplatte alternativ mit Wärmedämmplatten umkleidet oder als Frostschutzmaterial wird Glasschaumschotter verwendet, der zugleich als Wärmedämmung und als Drainage dient. Bei bindigen Böden (Ton, Lehm etc.) sollte für eine leistungsfähige Entwässerung (z. B. Ringdrainage) gesorgt werden, um zu verhindern, dass Regen- und Schmelzwasser der Umgebung in die Schotterpackung einsickert und bei Frost auffriert.
Alternativ kann auch ein Streifen wärmedämmenden Materials um die Gründung herumgeführt werden, der das Gefrieren des Bodens unter dem Fundament verhindert.